# 聖ペトロ十字

聖ペトロ十字

聖ペトロ十字（せいペトロじゅうじ）または聖ペトロの十字とは、十字の一種で、ラテン十字を天地逆にした形状のもの。逆十字（ぎゃくじゅうじ、Inverted cross）とも呼ばれる。

## 起源
カトリック教会では、『ペトロ行伝』の記述などから、聖ペトロ（ペテロ）はローマへ来た際にネロ皇帝からの迫害を受け、十字架による磔刑（たっけい。はりつけ）に処せられたが、その際に逆さまに（頭が下の状態で）十字架に掛けられたとしている。自分がイエスと同じ状態（頭が上の状態）で処刑されるに値しないとして、みずからこの方法を望んだとされる。
アレクサンドリア学派の神学者、オリゲネスが、歴史上初めて「聖ペトロが頭を下にして磔刑に処せられたのは、彼がその方法で処刑するよう頼んだからだ」といった内容の記述を残した。

## 象徴

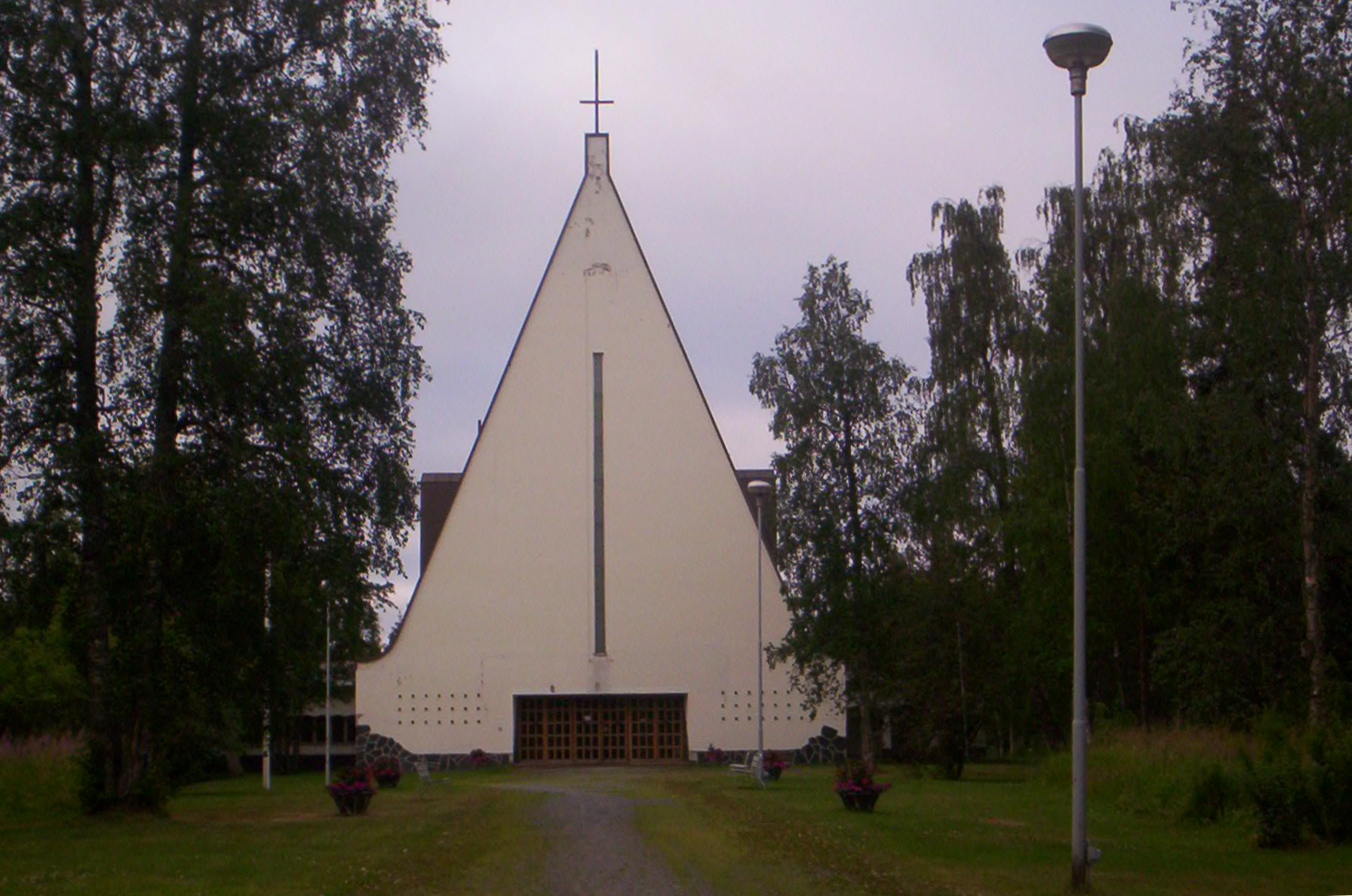
フィンランドケミにあるVeitsiluotoルーテル教会

- 聖ペトロ十字は、交差する2本の鍵（天国の鍵）と共に用いられることが多い。
- カトリック教会では、聖ペトロ十字を「謙虚」と「キリストと比較しての無価値」の象徴として用いることがある。

## 悪魔崇拝とのかかわり
聖ペトロ十字は、しばしば悪魔崇拝とも関連づけられる。
アレイスター・クロウリーは、聖ペトロ十字を神の恩寵への反駁・主の恩寵からの離脱などの象徴として捉えた。結果的にこの象徴的意味はヘヴィメタル、特にデスメタル・ブラックメタルなどの音楽シーンで高い人気を得るに至った。特にDandiz・ディーサイド・ゴルゴロスなどのバンドメンバーは、大きな逆十字のペンダントを身に着けている。
第264代ローマ教皇、ヨハネ・パウロ2世がイスラエルへ行幸したおり、彼の背後に聖ペトロ十字が写った写真がインターネット上に広く出回ったことがあったが、これはカトリック教会が悪魔崇拝と関係性があるとした煽動的なプロパガンダによるものだった。しかし、この写真は聖ペトロがローマで殉教したことに関係したものであり、また伝統的なカトリック教会の見地からすれば、ローマ教皇は聖ペトロの後継者であり、教皇権を示す象徴として用いられていることには筋が通っている。